# Atlastin
Atlastin‏ (Atlastin GTPase 1) هوَ بروتين يُشَفر بواسطة جين Atlastin في الإنسان.